# Concert per a trompa núm. 3 (Mozart)
El Concert per a trompa núm. 3 en mi bemoll major, K. 447, és una composició de Wolfgang Amadeus Mozart completada no sé sap exactament quan, però es creu que en algun moment entre 1784 i 1787, en els seus primers anys de viure a Viena.
Fou escrit com un gest amistós per al seu amic el trompa Joseph Leutgeb (el seu nom és esmentat diverses vegades en la partitura), i Mozart probablement no la va considerar una obra particularment important, ja que no el va incloure en el catàleg personal de les seves composicions. La partitura autògrafa es conserva en la British Library (Biblioteca Britànica) de Londres.
instrumentació
El concert està escrit per a dos clarinets en si bemoll, dos fagots, una trompa solista en mi bemoll i corda. Aquests aporten calidesa, més color i fan més atractiva l'obra; acompanyen els fagots en moltes frases destacades.
Consta de tres moviments:
1. Allegro, en compàs 4/4.
2. Romance –Larghetto–, en compàs 4/4.
3. Allegro, en compàs 6/8.